# Musaranya d'Aràbia
La musaranya d'Aràbia (Crocidura arabica) és una espècie de la família dels sorícids que viu a Oman i el Iemen.